# Greatest Hits (album des Foo Fighters)
Pour les articles homonymes, voir Greatest Hits.
Albums de Foo Fighters
Echoes, Silence, Patience and Grace
(2007) Wasting Light
(2011)
Singles
1. Wheels
Sortie : 29 septembre 2009
2. Word Forward
Sortie : 2010

Greatest Hits est une compilation du groupe américain de rock alternatif Foo Fighters sortie le 3 novembre 2009 sur le label RCA Records.

## Parution et réception

### Sortie et promotion
Ce ne sont ni « leurs meilleures chansons », ni « leurs chansons favorites » mais uniquement celles qui définissent l'identité du groupe, les morceaux qui ont marqué leur histoire.
Cet album contient deux titres inédits : Wheels et Word Forward.

### Classements et certifications
| Classement musical                | Meilleure position |
| --------------------------------- | ------------------ |
| Allemagne (Media Control AG)      | 8                  |
| Australie (ARIA)                  | 1                  |
| Autriche (Ö3 Austria Top 40)      | 10                 |
| Belgique (Flandre Ultratop)       | 3                  |
| Belgique (Wallonie Ultratop)      | 28                 |
| Canada (Canadian Albums)          | 6                  |
| Croatie (IFPI)                    | 24                 |
| Danemark (Tracklisten)            | 23                 |
| Écosse (OCC)                      | 4                  |
| Espagne (Promusicae)              | 25                 |
| États-Unis (Billboard 200)        | 11                 |
| Italie (FIMI)                     | 20                 |
| Irlande (IRMA)                    | 6                  |
| Mexique (AMPROFON)                | 62                 |
| Norvège (VG-lista)                | 7                  |
| Nouvelle-Zélande (RIANZ)          | 1                  |
| Pays-Bas (Mega Album Top 100)     | 9                  |
| Royaume-Uni (UK Albums Chart)     | 4                  |
| Royaume-Uni (Rock & Metal Albums) | 1                  |
| Suisse (Schweizer Hitparade)      | 16                 |

| Pays             | Ventes      | Certifications |
| ---------------- | ----------- | -------------- |
| Australie        | 350 000 +   | 5 × Platine    |
| Autriche         | 10 000 +    | Or             |
| Belgique         | 15 000 +    | Or             |
| Canada           | 40 000 +    | Or             |
| Irlande          | 15 000 +    | Platine        |
| Italie           | 30 000 +    | Or             |
| Nouvelle-Zélande | 15 000 +    | Platine        |
| Royaume-Uni      | 1 200 000 + | 4 × Platine    |

## Liste des chansons
| No  | Titre                                                       | Durée |
| --- | ----------------------------------------------------------- | ----- |
| 1.  | All My Life (One by One, 2002)                              | 4:24  |
| 2.  | Best of You (In Your Honor, 2005)                           | 4:16  |
| 3.  | Everlong (The Colour and the Shape, 1997)                   | 4:10  |
| 4.  | The Pretender (Echoes, Silence, Patience and Grace, 2007)   | 4:27  |
| 5.  | My Hero (The Colour and the Shape, 1997)                    | 4:19  |
| 6.  | Learn to Fly (There Is Nothing Left to Lose, 1999)          | 3:56  |
| 7.  | Times Like These (One by One, 2002)                         | 4:28  |
| 8.  | Monkey Wrench (The Colour and the Shape, 1997)              | 3:53  |
| 9.  | Big Me (Foo Fighters, 1995)                                 | 2:14  |
| 10. | Breakout (There Is Nothing Left to Lose, 1999)              | 3:22  |
| 11. | Long Road to Ruin (Echoes, Silence, Patience & Grace, 2007) | 3:48  |
| 12. | This Is a Call (Foo Fighters, 1995)                         | 3:55  |
| 13. | Skin and Bones (Skin and Bones, 2006)                       | 4:04  |
| 14. | Wheels (inédit)                                             | 4:38  |
| 15. | Word Forward (inédit)                                       | 3:49  |
| 16. | Everlong (version acoustique inédite)                       | 4:11  |